# Drymusa colligata
Drymusa colligata is een spinnensoort uit de familie Drymusidae. De soort komt voor in Brazilië.